# Pyramide de Qakarê-Ibi
La pyramide de Qakarê Ibi, ayant régné entre deux et quatre ans autour de -2170, est de type à faces lisses et se situe au sud de Saqqarah entre le mastaba de Chepseskaf et la pyramide de Pépi II. Elle fut érigée durant la Première Période intermédiaire et possède la particularité d'être la dernière pyramide à textes. Il ne reste plus aujourd'hui de cette petite pyramide qu'un monticule de terre. Adjacente à la pyramide se trouve une petite chapelle où le culte funéraire avait lieu. Aucune trace de chaussée ni de temple de vallée n'a été retrouvée à ce jour, et il est probable qu'il n'y en a jamais eu.

## Historique des fouilles
La petite pyramide a été découverte à Saqqarah-Sud par Karl Richard Lepsius au XIXe siècle qui l'a inscrite comme le numéro XL dans sa liste des pyramides. La pyramide a été fouillée de 1929 à 1931 par Gustave Jéquier.

## Attribution
La pyramide d'Ibi est située au nord-est du tombeau de Chepseskaf et près de la chaussée de la pyramide de Pépi II. Elle est très similaire, par son plan, ses dimensions et ses décorations, aux pyramides des reines de ce roi, le dernier grand souverain de l'Ancien Empire. Par conséquent, il a été proposé que la pyramide était à l'origine celle d'Ânkhésenpépi IV (ˁnḫ-n=s ppj, « Pépi vit pour elle »), une épouse de Pépi II, et le roi Qakarê Ibi ne se l'aurait appropriée que plus tard.

## La pyramide

### La superstructure
La pyramide du roi n'est orientée vers aucun point cardinal, étant plutôt sur un axe nord-ouest-sud-est. Au moment de sa construction, l'édifice devait avoir environ 31,5 m de large et 21 m de haut avec une pente de 53°7′. Le noyau de la pyramide a été construit avec des blocs de calcaire d'origine locale, dont la plupart ont aujourd'hui disparu, probablement réutilisés dans des constructions ultérieures. En conséquence, le monument apparaît aujourd'hui comme un tas de trois mètres de haut de terre et d'éclats de calcaire dans les sables de Saqqarah. Sur certains des blocs restants, on a trouvé des inscriptions à l'encre rouge mentionnant un chef des Libyens, dont la signification n'est pas claire. Il semble que même si les fondations de l'enveloppe extérieure de la pyramide ont été posées, l'enveloppe elle-même n'a jamais été montée.

### Les infrastructures
Sur le côté nord de l'édifice, Jéquier a trouvé un couloir de huit mètres de long, recouvert de calcaire, qui descendait avec une inclinaison de 25° vers une grande herse en granit qui obturait le caveau,. Derrière cette herse se trouvait la chambre funéraire du roi située au centre de la pyramide et dont le plan très simple est similaire à celui des pyramides des Ve et VIe dynasties. Le plafond de la chambre funéraire était plat et décoré d'étoiles. Il était probablement constitué d'un seul bloc de calcaire de Tourah de cinq mètres de long, aujourd'hui disparu. Aujourd'hui, un grand bloc de béton protège la chambre. Un imposant sarcophage de granite se situe encore dans cette chambre et est encastré dans trois des quatre parois de celle-ci.
Sur le côté ouest de la chambre funéraire se trouvent une fausse porte et un énorme bloc de granit sur lequel se trouvait autrefois le sarcophage du roi. Sur le côté est, il y a un serdab pour la statue du Ka du défunt.
Malgré l'état de délabrement de ses infrastructures, la pyramide a pu livrer d'importants fragments d'un texte funéraire communément appelé texte des pyramides.

### Textes des pyramides
Le couloir et les murs de la chambre funéraire portaient la dernière version connue des Textes des pyramides,, qui semblent avoir été directement inscrits pour le roi, plutôt qu'une quelconque réappropriation. Gustave Jéquier, lors de ses fouilles au début du XXe siècle, a pu reconstituer les quatre murs de la chambre funéraire et le plan d'ensemble du texte. Le plan est analogue à celui des pyramides des reines du complexe de Pépi II. Les signes sont gravés en creux et présentent une qualité d'exécution très moyenne.

## Chapelle
Adjacente au côté est de la pyramide se trouve une petite chapelle en briques de terre cuite qui servait de temple pour le culte du roi défunt. L'entrée de la chapelle se trouve sur son côté nord. À l'intérieur du temple, immédiatement contre le mur de la pyramide se trouve une salle d'offrandes où Jéquier a trouvé un lavabo en pierre ainsi qu'une stèle ou une fausse porte dont il ne reste que les fondations. Un plateau en albâtre et des outils en obsidienne pour le mortier y ont également été découverts. La partie sud de la chapelle est occupée par des magasins.